# Bovbjerg fyr

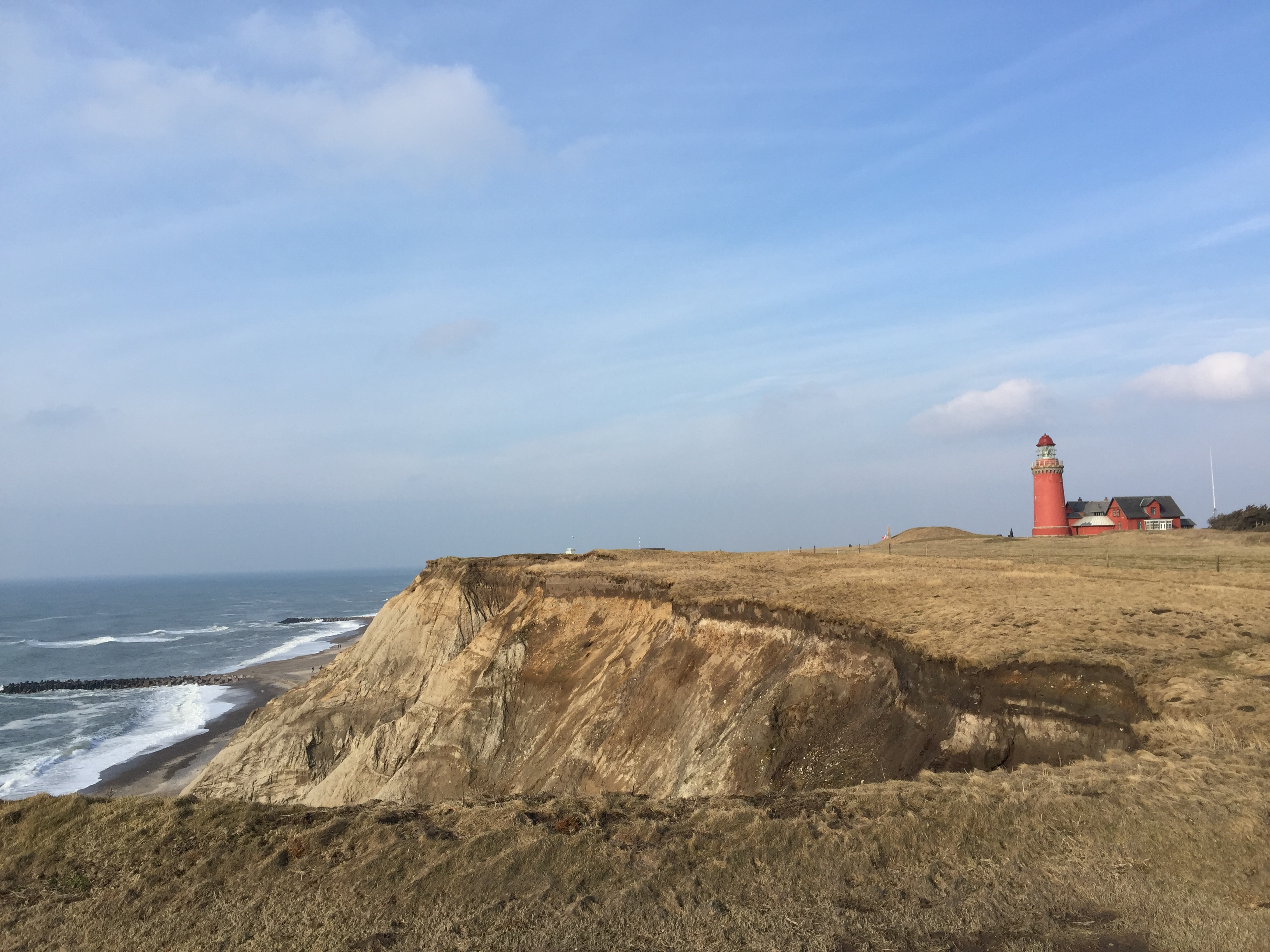
Bovbjerg klint och fyren

Bovbjerg fyr är en dansk fyr på Bovbjerg klint på Jyllands västkust i Lemvigs kommun.
Fyrtornet uppfördes 1876–1877 som ett av de första på Jyllands västkust och fyren togs i drift i december 1877. Tornet är 26 meter högt och placerat på Bovbjerg klint, med fyrlampan 62 meter över havsytan. Fyren har fortfarande kvar sin ursprungliga Fresnellins. I klart väder kan fyrljuset ses på 16 sjömils avstånd.
Upp till utsiktsplattformen är det 93 steg. Den ritades av fyringenjören Carl Frederik Grove och arkitekten Niels Sigfred Nebelong.
Framför fyren är rest en minnessten av den lokale byfogden över besök av kung Frederik VI 1826 och 1830. Norr om fyren finns också en minnessten över venstrepolitikern Christen Berg från 1902.
Fyren automatiserades 1965 och sköttes från 1978 av en central vid Fornæs fyr fram till 2000, då kontrollfunktionen flyttades till Köpenhamn. Den sista fyrpersonalen flyttade från Bovbjerg 2003. År 2006 såldes Bovbjerg fyr av Farvandsvæsenet till Lemvigs kommun, varefter den överläts till stiftelsen Fonden Bovbjerg Fyr. Fyren används idag som ett besöksmål med utsiktsplattform, kulturhus och cafeteria.